# Claude Gewerc
Claude Gewerc, né le 21 juin 1947 à Bergen (Allemagne) et mort le 7 octobre 2024 à Clermont (Oise), est un homme politique français. Il est le dernier président du conseil régional de Picardie de 2004 à 2015.

## Biographie
Fils de commerçants juifs polonais déportés, Claude Gewerc naît le 21 juin 1947 à Bergen, en Allemagne de l'Ouest (RFA).
La famille s’installe ensuite à Paris, et Claude Gewerc travaille, après son baccalauréat et une année à l'École supérieure de publicité de Paris, dans l'entreprise de ses parents.
Il adhère au Parti socialiste en 1977, dans la section du Xe arrondissement de Paris.
Il crée une entreprise puis devient courtier en tissus pour la confection, notamment la haute couture, et s’installe à Clermont en 1980. Il participe à la campagne victorieuse de la gauche en 1983 à Clermont, et devient le premier adjoint d'André Vantomme, chargé des finances.
Lors de l'élection régionale de 1998 en Picardie, il manque de ravir la tête de liste socialiste au maire de Beauvais, Walter Amsallem. Élu au conseil régional, il obtient la présidence du groupe d'opposition socialiste en mai, après la victoire du centriste Charles Baur et la démission d'Amsallem, et combat l'alliance de la droite locale et du Front national.
En 2001, il succède à la tête de la mairie de Clermont à André Vantomme, élu au Sénat, et devient 1er vice-président de la communauté de communes du Pays du Clermontois, chargé du développement économique, et président du syndicat mixte du Pays du Clermontois-Plateau Picard.
Aux législatives de 2002, Gérard Weyn, maire de Villers-Saint-Paul, lui est préféré par les militants socialistes pour porter les couleurs de la gauche dans la 7e circonscription de l'Oise.
Il est investi par l'Union de la gauche pour l'élection régionale de 2004 en Picardie après le retrait du député et ancien président du conseil général de l'Aisne, Jean-Pierre Balligand et le désistement de Vincent Peillon. Peu connu, il appuie notamment sa campagne sur les syndicats et le monde associatif, et bat le ministre UMP des Transports et ancien maire d'Amiens, Gilles de Robien, dans la vague rose qui donne 20 des 22 régions françaises au Parti socialiste.
Gérant la Région avec les Verts, les Radicaux de gauche et les communistes, les relations avec son premier vice-président, le communiste Maxime Gremetz se tendent rapidement, et le député amienois se voit retirer un an plus tard ses délégations. 
Comme président de région, il défend notamment la constitution du pôle de compétitivité « Industries et Agro-Ressources » (IAR) en partenariat avec le conseil régional de Champagne-Ardenne. Il est épinglé pour sa gestion de la région dans le livre noir des régions socialistes qui pointe en particulier une dépense de 21 664 euros pour des cigares et de 100 000 euros, en une année, dans des restaurants picards. D'après l'agence de notation Fitch Ratings, la région Picardie est la région la plus endettée de France. Cette région mettrait plus de dix ans (10,6 années exactement) à rembourser ses dettes.

Des chiffres qui justifieraient la dégradation de la note de la Picardie fin 2010, à AA- (note reconfirmée le 1er septembre 2011.) 
Claude Gewerc n'est pas investi par le Parti socialiste pour le représenter aux élections législatives de 2007.
En 2010, il se voit confier la conduite de la liste « Avec la gauche rassemblée pour la Picardie » et conduira par ailleurs la liste départementale de l'Oise. En tête à l'issue du premier tour avec 26,64 % des voix, sa liste, fusionnée à celle d'Europe Écologie, obtient la majorité relative avec 48,6 % des suffrages dans le cadre d'une triangulaire le 21 mars. Deux mois plus tard, il est condamné pour diffamation envers son adversaire Maxime Gremetz.
Au sein de sa formation, il est proche de Laurent Fabius, et a comme lui soutenu le « non » au référendum sur le projet de constitution européenne.

En novembre 2010, il annonce sa candidature pour les élections législatives de 2012 mais n'est pas élu.
Après la fusion des régions Picardie et Nord-Pas-de-Calais, son parti ne lui propose pas de se présenter sur les listes pour l'élection régionale de 2015 alors qu'il est président sortant. Il quitte alors la vie politique à l'âge de 68 ans, ainsi que le Parti socialiste, à l'égard duquel il se montre très critique.
Claude Gewerc meurt le 7 octobre 2024 à Clermont (Oise), à l’âge de 77 ans. Il est enterré au cimetière de Clermont.

## Détail des mandats et fonctions

### Conseil municipal de Clermont
- 1983-2001 : premier adjoint au maire, chargé des affaires économiques ;
- 2001-2004 : maire de Clermont (Oise) ;
- 2001-2008 : conseiller de la communauté de communes du Pays du Clermontois, vice-président chargé du développement économique.

### Conseil régional de Picardie
- 2004-2015 : président du conseil régional de Picardie [14];
- 1998-2015 : conseiller régional PS (élu dans l'Oise) ;
- 1998-2004 : président du groupe socialiste (opposition).